# Curimopsis afghanicus
Curimopsis afghanicus is een keversoort uit de familie pilkevers (Byrrhidae). De wetenschappelijke naam van de soort is voor het eerst geldig gepubliceerd in 1990 door Putz.